# سیارک ۱۱۵۳۰
سیارک ۱۱۵۳۰ (به انگلیسی: 11530 d'Indy، نامگذاری:1992CP2) یازده هزار و پانصد و سی‌امین سیارک کشف شده‌است که در ۲ فوریه ۱۹۹۲ کشف شد.
قدر مطلق سیارک برابر ۱۳٫۶۰ است.